# 东半岛 (苏拉威西岛)
东半岛（印尼语：Semenanjung Timur）是印度尼西亚苏拉威西岛的一个半岛，是苏拉威西岛的四个半岛之一，行政上由中苏拉威西省管理。半岛从苏拉威西岛中部向东延伸，位于托米尼湾和托罗湾之间。